# Echelon

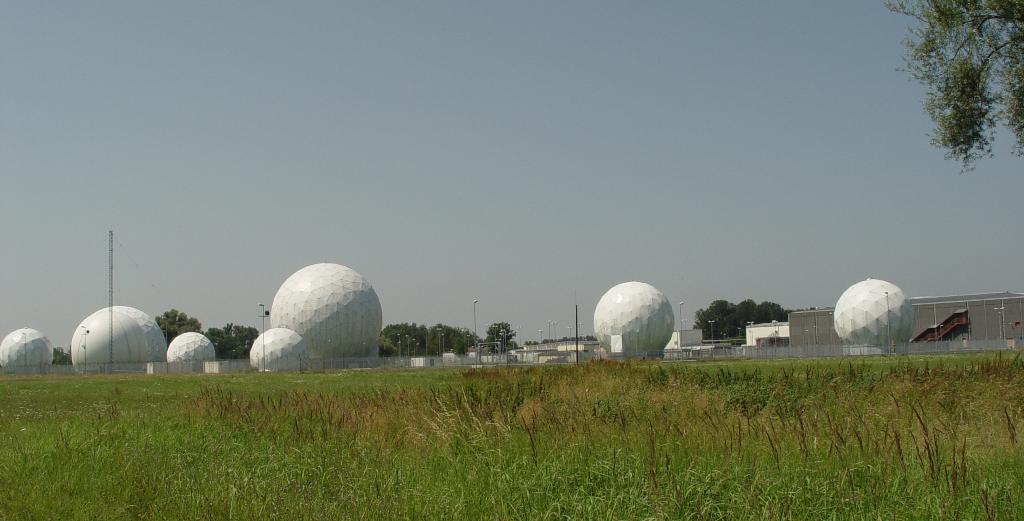
Radome der ehemaligen Echelon Field Station 81 in Bad Aibling, Bayern

Echelon ist ein weltweites Spionagenetz, das von Nachrichtendiensten der USA, Großbritanniens, Australiens, Neuseelands und Kanadas betrieben wird. Das System dient zum Abhören bzw. zur Überwachung von über Satellit geleiteten privaten und geschäftlichen Telefongesprächen, Faxverbindungen und Internet-Daten. Die Auswertung der gewonnenen Daten wird vollautomatisch durch Rechenzentren vorgenommen. Die Existenz des Systems gilt seit einer Untersuchung des europäischen Parlaments von 2001 als gesichert.

## Beteiligte Organisationen
Die Organisationen
- National Security Agency (NSA), USA,
- Government Communications Headquarters (GCHQ), Vereinigtes Königreich,
- Communications Security Establishment Canada (CSE), Kanada,
- Australian Signals Directorate (ASD), Australien und
- Government Communications Security Bureau (GCSB), Neuseeland,

sind daran beteiligt. Seit den 1970er Jahren gab es Gerüchte über die Existenz eines geheimen Spionagesystems dieser Organisationen. Bestätigt ist die Existenz des Netzwerks spätestens seit der Veröffentlichung des Europäischen Parlaments vom 5. September 2001.

## Bezeichnung
Das dieses Spionagenetz bezeichnende Wort geht zurück auf eine in der Antike als Echelon bekannte Form der Schlachtordnung (siehe Schiefe Schlachtordnung). Im englischen Sprachraum wird heute unter echelon formation eine gestaffelte Kampfanordnung verstanden; eine militärische Staffel heißt im Französischen ebenfalls „échelon“. Mitunter wird auch die Flugformation von Zugvögeln wie Kranichen so genannt.
Der Ausdruck bezieht sich in diesem Fall auf die Architektur der Spionage-Software, mit der in den entsprechenden Abhörstationen die signalerfassende Aufklärung aufgefangene Kommunikationsinhalte nach bestimmten Stichworten durchsucht.

## Zielsetzung

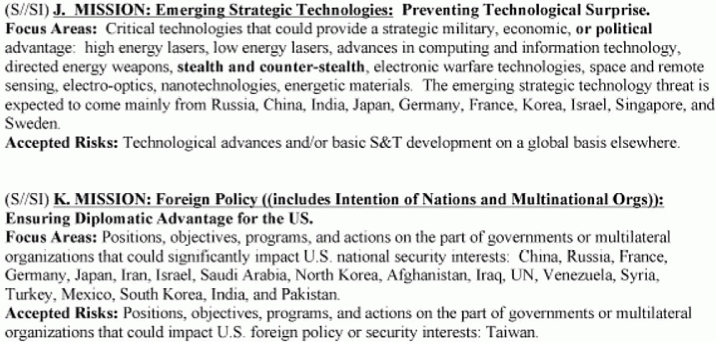
Strategic Mission List: In Deutschland bestanden von 2007 bis 2013 die Hauptaufgaben der NSA in Strategic Mission J (Wirtschaftsspionage) und Strategic Mission K (Überwachung der politischen Führungspersonen).

Die Ziele bewertet das Europäische Parlament wie folgt:

„Auch über die Zielsetzung des Systems, private und kommerzielle – und nicht-militärische – Kommunikation abzuhören, ist man sich einig. Der Ausschuss weist jedoch darauf hin, dass die technischen Kapazitäten des Systems nicht annähernd so weitreichend sind, wie von einigen Medien behauptet wurde […]. Der Ausschuss kommt zu dem Schluss, dass bei einer Verwendung des Systems ausschließlich für nachrichtendienstliche Zwecke kein Verstoß gegen EU-Recht besteht; wenn das System jedoch dazu missbraucht wird, sich Wettbewerbsvorteile zu verschaffen, steht dies in krassem Gegensatz zu der Verpflichtung der Mitgliedstaaten zu Loyalität mit dem Konzept des freien Wettbewerbs im Gemeinsamen Markt.“

Pressemeldungen mutmaßten zuvor, dass Echelon zunächst nur dazu gedacht sei, die militärische und diplomatische Kommunikation der Sowjetunion und ihrer Verbündeten abzuhören. Heute soll das System zur Suche nach terroristischen Verschwörungen, Aufdeckungen im Bereich Drogenhandel und als politischer und diplomatischer Nachrichtendienst benutzt werden. Seit Ende des Kalten Krieges soll das System außerdem der Wirtschaftsspionage dienen. Diese Vorwürfe wurden durch das Europäische Parlament nicht bestätigt, wenn auch einzelne Ausschussmitglieder in dieser Hinsicht Bedenken äußerten.
Anderen Quellen zufolge dient Echelon der Umgehung nationaler Gesetze. Amerikanischen Geheimdiensten ist es verboten, die Telefongespräche amerikanischer Staatsbürger abzuhören. Gleiches gilt auch in Großbritannien. Indem nun der britische Geheimdienst Amerikaner und der amerikanische Geheimdienst britische Telefongespräche abhört und die gewonnenen Daten mit dem jeweils anderen Dienst ausgetauscht werden, wird dieses Verbot umgangen.

## Struktur des Systems
Alle Mitglieder des Echelon-Systems sind Teil der nachrichtendienstlichen Allianz UKUSA, deren Wurzeln bis zum Zweiten Weltkrieg zurückreichen. Die Mitgliedsstaaten der Allianz stellen Abhörstationen und Weltraumsatelliten bereit, um Satelliten-, Mikrowellen- und teilweise auch Mobilfunk-Kommunikation abzuhören. Es gibt laut Untersuchungsbericht des EU-Parlaments keine Hinweise darauf, dass die Technologie auch das großflächige Abhören drahtgestützter Kommunikation (d. h. Telefon, Internet-Backbones innerhalb Europas, Fax usw.) ermöglicht.
Die Erfassung der Signale erfolgt wahrscheinlich hauptsächlich durch in Radarkuppeln aufgestellte Antennen, eine meist kugelförmige Hülle, die die Inneneinrichtung in erster Linie vor äußeren mechanischen Einflüssen wie Wind oder Regen schützt. Es wird vermutet, dass die eingefangenen Signale, hauptsächlich aus der Satellitenkommunikation, teilweise durch die National Security Agency (NSA) ausgewertet werden, die die hierzu erforderlichen Erkennungssysteme besitzt.
Der Öffentlichkeit bekannt gemacht wurde das Spionagesystem erstmals 1976 durch Winslow Peck. Am 5. Juli 2000 beschloss das Europäische Parlament, einen nichtständigen Ausschuss über das Abhörsystem Echelon einzusetzen, 2001 wurde ein 192 Seiten langer Bericht veröffentlicht, in dem die Existenz bestätigt und die Bedeutung und Auswirkungen dargelegt wurden.

„Der Echelon-Ausschuss stellt fest, dass es keinen Zweifel mehr an der Existenz eines globalen Kommunikationsabhörsystems geben kann, das von den USA, Großbritannien, Australien, Neuseeland und Kanada betrieben wird.“

## Stützpunkte
Großanlagen zur Überwachung von Satellitenkommunikation sind wegen der aufwändigen Empfangstechnik schwierig zu verstecken. Die Standorte dieser Anlagen sind daher bekannt. Über die Techniken zur Überwachung der kabelgebundenen und mikrowellenübermittelten Kommunikation ist hingegen wenig bekannt.

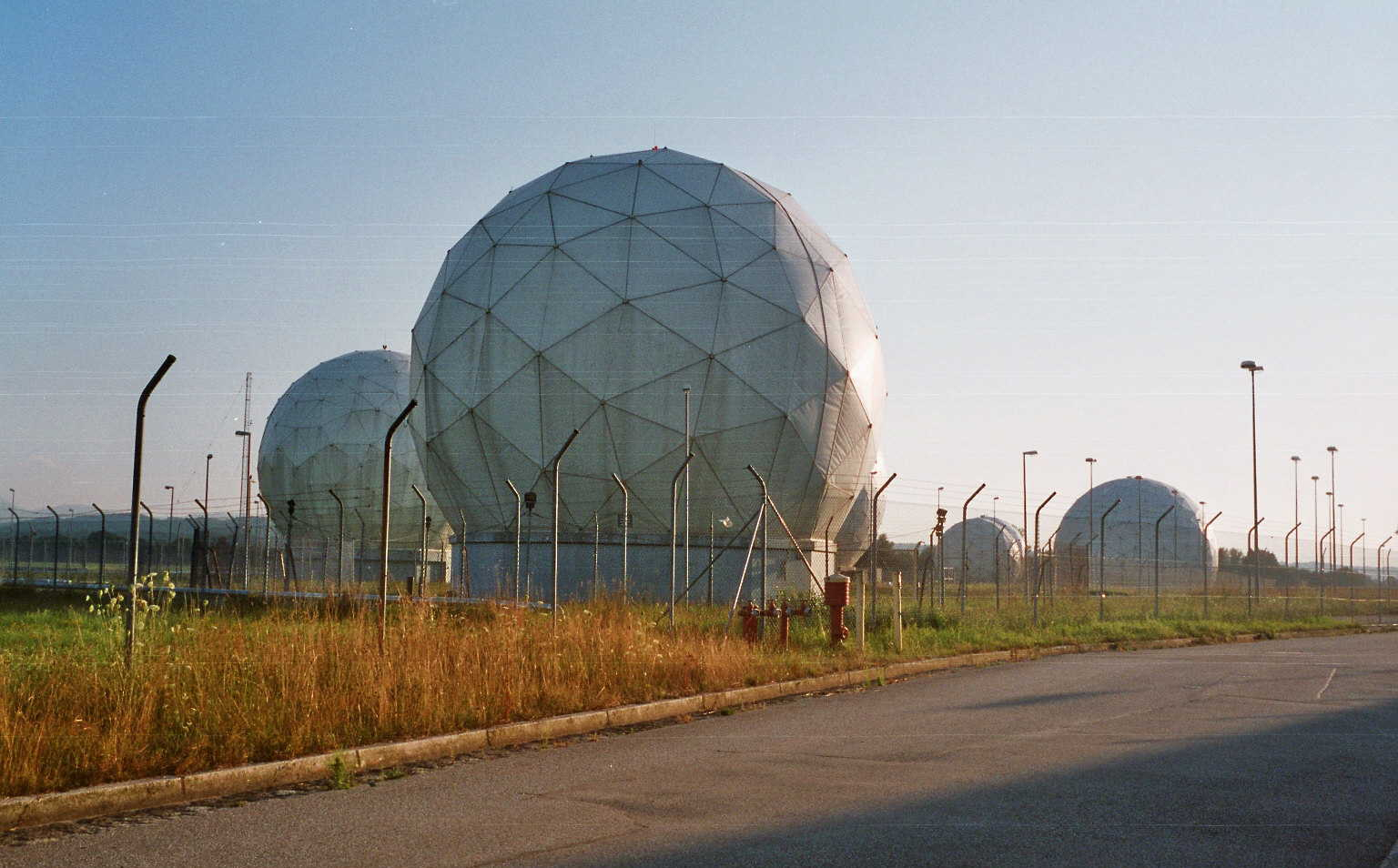
Bad Aibling
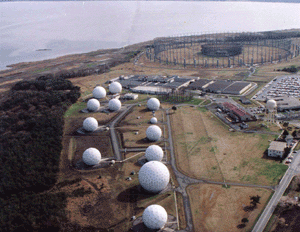
Misawa
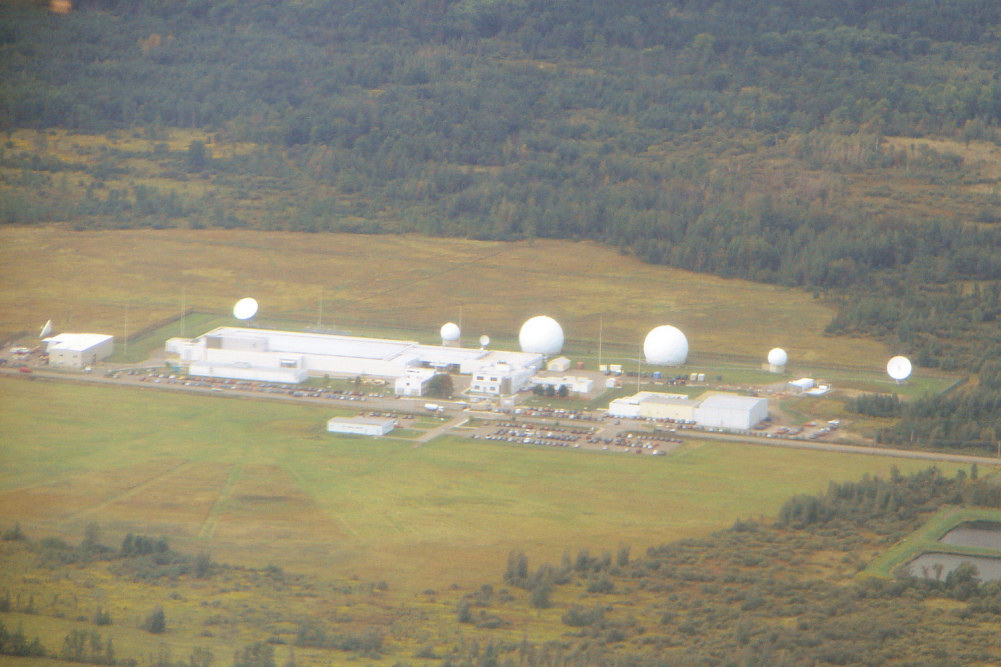
CFS Leitrim
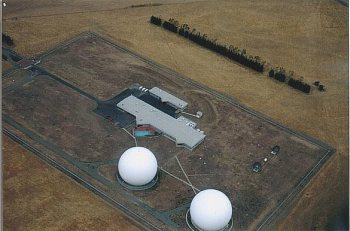
Waihopai
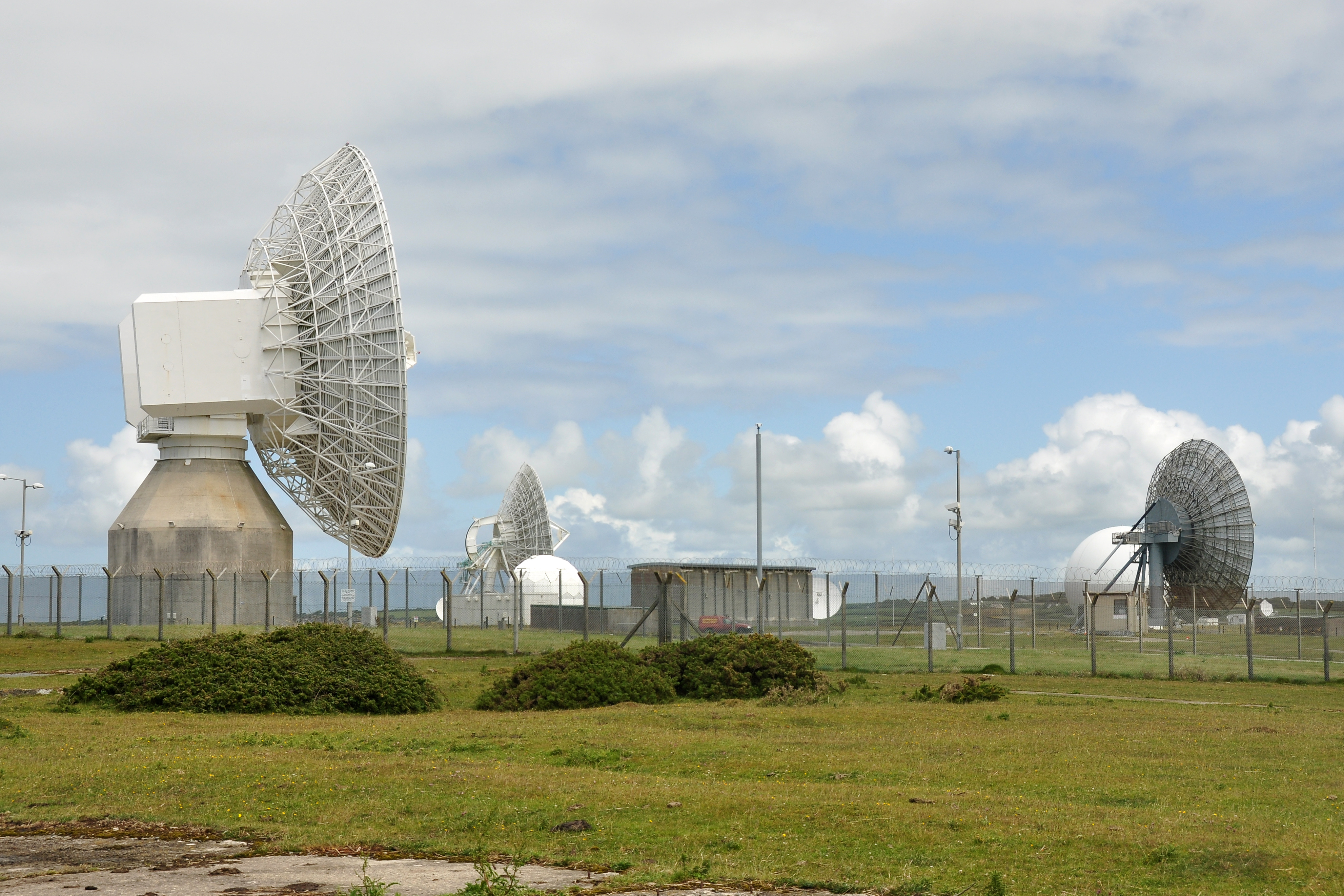
GCHQ Bude
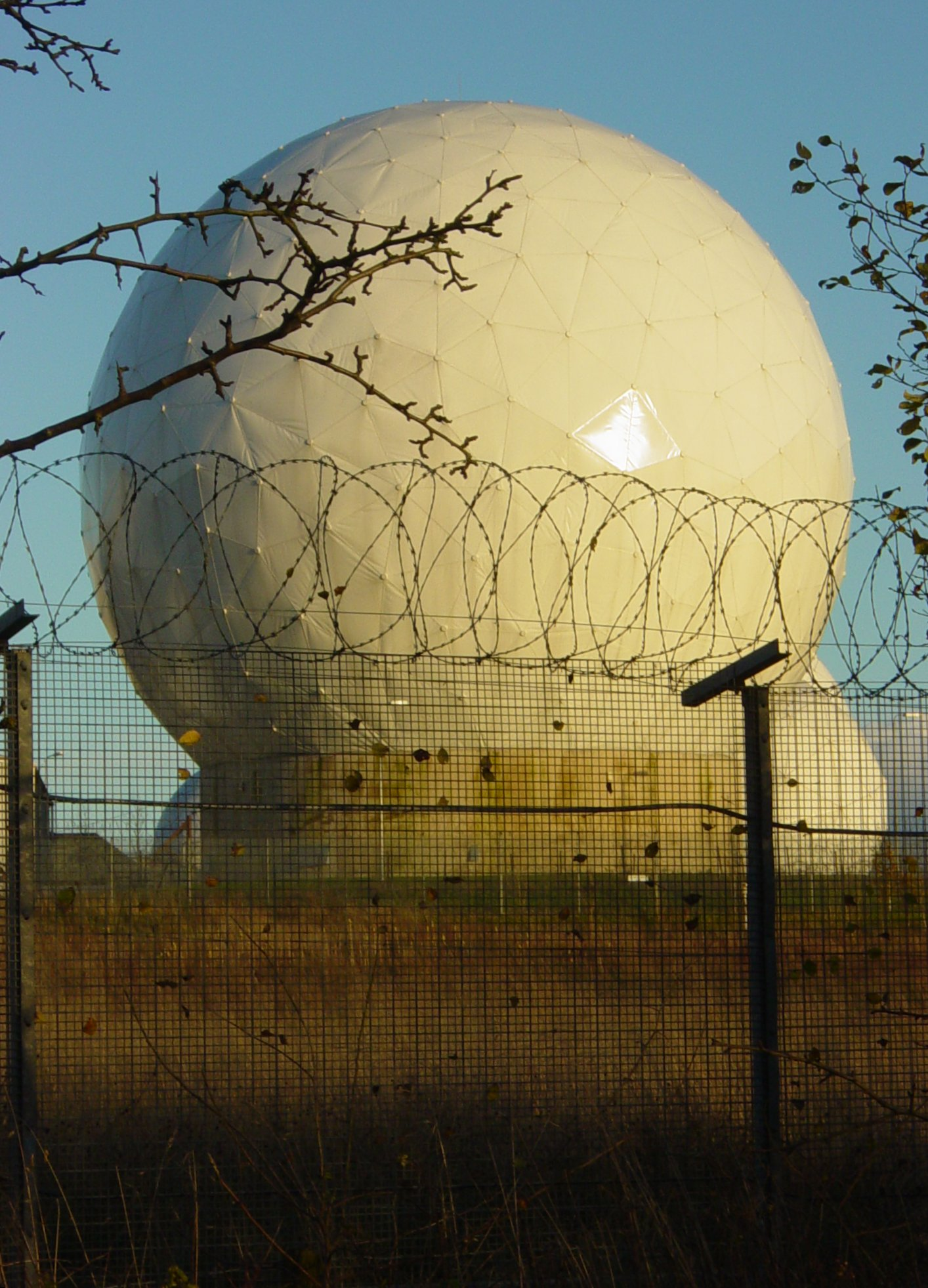
RAF Menwith Hill

Echelon betreibt fünf Großstationen zur Überwachung des Verkehrs via Intelsat. In Europa befindet sich eine in Morwenstow (Cornwall) unter Aufsicht der GCHQ für die Überwachung des Atlantiks und des Indischen Ozeans. Zwei Stationen werden von der NSA betrieben, eine in Sugar Grove (West Virginia) und auf dem Armeestützpunkt Yakima im Bundesstaat Washington. Eine neuseeländische Station in Waihopai und eine australische in Geraldton vervollständigen die Kette.
Die Überwachung der nicht-Intelsat-gestützten Kommunikation erfolgt bzw. erfolgte von mindestens fünf Standorten aus, nämlich aus Bad Aibling (Bayern, 2004 abgebaut), Menwith Hill (Yorkshire), Shoal Bay (Nordaustralien), Leitrim (Kanada) und Misawa (Nordjapan).
Im Verdacht stehen folgende Standorte:
| Bezeichnung                                         | Lage                                                                     | Staat                  | Betreiber                              | Bemerkungen |
| --------------------------------------------------- | ------------------------------------------------------------------------ | ---------------------- | -------------------------------------- | --- |
| Australian Defence Satellite Communications Station | Kojarena, Geraldton 28° 41′ 42″ S, 114° 50′ 32″ O                        | Australien             | DSD                                    | Genannt im EU-Bericht 2001. Überwachung von Intelsat-Kommunikation |
| Bad Aibling Station                                 | Bad Aibling 47° 52′ 46″ N, 11° 59′ 4″ O                                  | Deutschland            | NSA, US Army INSCOM                    | Als „nicht eindeutig“ genannt im EU-Bericht 2001. Wurde 2004 offiziell von Bundeswehr und BND übernommen und die NSA-Einheiten teilweise in den Dagger Complex bei Griesheim verlegt. Die Radoms werden nach wie vor intensiv genutzt; es werden 13 Kommunikations-Satelliten von dort aus abgehört und 180 Übermittlungsstrecken erfasst. Im Gegenzug zur Überlassung haben sich die Deutschen verpflichtet, die Daten an die NSA weiterzuleiten. Die Anlage trägt das BND-interne Kürzel „3 D 30“. |
| Canadian Forces Station Leitrim                     | Leitrim/Ottawa 45° 20′ 11″ N, 75° 35′ 15″ W                              | Kanada                 | CSE                                    | Als „nicht eindeutig“ genannt im EU-Bericht 2001. |
| GCHQ Bude                                           | Morwenstow 50° 53′ 9″ N, 4° 33′ 11″ W                                    | Vereinigtes Königreich | GCHQ/NSA                               | Genannt im EU-Bericht 2001. Überwachung von Intelsat-Kommunikation. |
| RAF Menwith Hill                                    | Harrogate 54° 0′ 31″ N, 1° 41′ 25″ W                                     | Vereinigtes Königreich | GCHQ/MI8/SSD/NSA                       | Genannt im EU-Bericht 2001. |
| Misawa Air Base                                     | Misawa 40° 42′ 12″ N, 141° 22′ 6″ O                                      | Japan                  |                                        | Genannt im EU-Bericht 2001. |
| Pine Gap                                            | Alice Springs 23° 47′ 52″ S, 133° 44′ 12″ O                              | Australien             | DSD                                    | Genannt im EU-Bericht 2001. |
| Shoal Bay Receiving Station                         | Darwin 12° 21′ 32″ S, 130° 58′ 56″ O                                     | Australien             | DSD                                    | Als „nicht eindeutig“ genannt im EU-Bericht 2001. |
| Sugar Grove Station                                 | Sugar Grove 38° 30′ 55″ N, 79° 16′ 46″ W                                 | Vereinigte Staaten     | NSA                                    | Genannt im EU-Bericht 2001. Überwachung von Intelsat-Kommunikation. |
| Waihopai Station                                    | Marlborough District 41° 34′ 35″ S, 173° 44′ 20″ O                       | Neuseeland             | GCSB                                   | Genannt im EU-Bericht 2001. Überwachung von Intelsat-Kommunikation |
| Yakima Research Station                             | Yakima 46° 40′ 56″ N, 120° 21′ 25″ W                                     | Vereinigte Staaten     | NSA                                    | Genannt im EU-Bericht 2001. Überwachung von Intelsat-Kommunikation im Pazifikraum. Soll bald aufgelöst werden. |
| Fort Meade                                          | Fort Meade, Maryland 39° 6′ 32″ N, 76° 46′ 17″ W                         | Vereinigte Staaten     | NSA                                    | Als „nicht eindeutig“ genannt im EU-Bericht 2001. |
| Buckley Field                                       | Aurora, Colorado 39° 43′ 5″ N, 104° 46′ 39″ W                            | Vereinigte Staaten     | NSA                                    | Als „nicht eindeutig“ genannt im EU-Bericht 2001. |
| Sandagergård Station                                | Aflandshage, Insel Amager 55° 33′ 41″ N, 12° 35′ 1″ O                    | Dänemark               | FCR/FE                                 | |
|                                                     | Chung Hom Kok, Hongkong 22° 12′ 48″ N, 114° 12′ 19″ O                    | Vereinigtes Königreich | GCHQ                                   | Genannt im EU-Bericht 2001. Abbau 1994. |
| Ayios Nikolaos Station                              | Zypern 35° 5′ 40″ N, 33° 53′ 17″ O                                       | Vereinigtes Königreich |                                        | Als „nicht eindeutig“ genannt im EU-Bericht 2001. |
|                                                     | Guam 13° 36′ 53″ N, 144° 51′ 18″ O                                       | Vereinigte Staaten     | Air Force Space Communications Network | Als „nicht eindeutig“ genannt im EU-Bericht 2001. |
| Kunia Camp / Kunia Tunnel                           | Oʻahu, Hawaii 21° 28′ 35″ N, 158° 3′ 11″ W                               | Vereinigte Staaten     |                                        | Als „nicht eindeutig“ genannt im EU-Bericht 2001. |
| Medina Annex                                        | Lackland Air Force Base, San Antonio, Texas 29° 23′ 12″ N, 98° 37′ 12″ W | Vereinigte Staaten     |                                        | Als „nicht eindeutig“ genannt im EU-Bericht 2001. |
| Fort Eisenhower (ehemals Fort Gordon)               | Augusta, Georgia 33° 24′ 45″ N, 82° 10′ 7″ W                             | Vereinigte Staaten     |                                        | Als „nicht eindeutig“ genannt im EU-Bericht 2001. |
| Königswarte                                         | Wolfsthal, Niederösterreich 48° 6′ 54″ N, 17° 1′ 32″ O                   | Österreich             |                                        | [ 21 ] |
| Teufelsberg                                         | Berlin 52° 29′ 52″ N, 13° 14′ 34″ O                                      | Deutschland            | NSA, US Army INSCOM                    | 1992 geschlossen |

## Entwicklung ab 1990
Nach Beendigung des Kalten Krieges im Jahr 1990 fiel der Hauptfeind, der Ostblock, als potentieller Gegner weg. Die neue geheimdienstliche Priorität, die Wirtschaftsspionage, wurde von George Bush sen. durch die Nationale Sicherheitsdirektive 67 – herausgegeben vom Weißen Haus am 20. März 1992 – festgelegt. Die freigewordenen Kapazitäten sollen die Echelon-Beteiligten genutzt haben, um die eigenen Verbündeten auf dem Gebiet der Wirtschaft auszuspionieren.
Medien berichteten seit Ende der 1990er Jahre, der US-Geheimdienst NSA hätte 1994 das deutsche Unternehmen Enercon mit Hilfe von Echelon abgehört. Die so gewonnenen Daten seien dem amerikanischen Mitbewerber Kenetech Windpower Inc. übermittelt worden. Anderen Berichten zufolge hatte das amerikanische Unternehmen drei Jahre vor der angeblichen Abhöraktion die in Frage stehenden Eigenschaften patentieren lassen, was dieser Theorie widerspricht.
Die Wirtschaftsspionage wird auch durch die Aussage des ehemaligen CIA-Chefs James Woolsey im Wall Street Journal vom 17. März 2000 bestätigt. Woolsey bemühte sich allerdings darzulegen, die USA hätten lediglich Informationen über Bestechungsversuche europäischer Unternehmen im Ausland gesucht, denn „die meiste europäische Technologie lohnt den Diebstahl einfach nicht“. Airbus soll einen milliardenschweren Vertrag mit Saudi-Arabien verloren haben, da die NSA vermutlich durch Echelon herausgefunden hatte, dass Airbus die saudischen Geschäftsleute bei der Auftragsvergabe bestochen hatte.

## Entwicklung ab 2000
Die sich in Bad Aibling (Bayern) befindliche Echelonbasis Bad Aibling Station konnte bis 2004 große Bereiche Europas abdecken; abhören konnte man aber wie in allen Fällen nur Kommunikation, die über Richtfunkstrecken oder Satelliten geleitet wurde; kabelgebundene Kommunikation wie z. B. die Internet-Backbones können mit dieser Technik nicht abgehört werden. In dem zitierten EU-Report wurde festgestellt, dass diese Anlage nach dem Ende des Kalten Krieges mehrheitlich der Wirtschaftsspionage diente, und es wurde vorgeschlagen, diese zu schließen.
Bedingt durch die Terroranschläge des 11. September 2001 wurde dieser Beschluss erst verspätet im Jahre 2004 umgesetzt. In seinem Bericht an das EU-Parlament am 5. September 2001 stellte der „Berichterstatter des nicht ständigen EU-Untersuchungsausschusses zu Echelon“ Gerhard Schmid nochmals fest, dass innereuropäische Kommunikation kaum betroffen ist, sondern hauptsächlich transatlantische Verbindungen über Satellit. Als Ersatz für die Anlage in Bad Aibling stand von 2004 bis 2008 am Rand des ehemaligen August-Euler-Flugplatzes (von den USA auch als Dagger Complex bezeichnet) in Darmstadt ein System mit fünf Radomen, das laut einigen Quellen ebenfalls Abhörzwecken gedient haben soll. Die Anlage wurde im Frühjahr 2004 fertiggestellt; im Sommer 2008 wurden die Radome wieder demontiert.
Der BND betreibt mit der genannten Fernmeldeverkehrstelle des Bundesnachrichtendiensts die Bad Aibling Abhörstation weiter. (Siehe auch: Zusammenarbeit von Bundesnachrichtendienst und NSA). In Bad Aibling bestehen ein Verbindungsbüro zum US-Geheimdienst NSA (SUSLAG, Special US Liaison Activity Germany) und zwei Übergabepunkte, die Joint SIGINT Activity (JSA) und das Joint Analysis Center (JAC).
Am 23. April 2015 berichteten Medien erneut über das Ausmaß der Kooperation zwischen BND und NSA in Bad Aibling. Aufgrund eines Beweisantrags der Bundestagsfraktionen wurde untersucht, wie viele der 800.000 Selektoren (IP-Adressen, E-Mail-Adressen, Telefonnummern, Geokoordinaten, MAC-Adressen) gegen deutsche und europäische Interessen gerichtet waren. Es ist jedoch unklar, inwieweit diese Selektoren auch auf die Datenströme der Echelon-Stationen zur Abhörung vorwiegend satellitengestützter Kommunikation angewendet wurden.